# Purpendicular
Purpendicular je petnaesti studijski album britanskog hard rock sastava Deep Purple, kojeg u Americi 1996. godine objavljuje diskografska kuća 'CMC International / Prominent Records', a u Velikoj Britaniji 'BMG'. Album je sniman u studiju 'Greg Rike Productions', Orlando, Florida, a projektirali su ga Darren Schneider i Keith Andrews.
Album je objavljen 1996. godine i na njemu prvi puta sudjeluje gitarista Steve Morse iz jazz sastava 'Dixie Dregs'. Na materijalu se osjeća puno više eksperimentiranja nego na njihovim prethodnim izdanjima i prikazuje se razlika između vremena Blackmoreovg Deep Purpla i Morseovog Deep Purpla. Skladba "The Aviator" je odgovor na te razlike i svih prethodnih pokušaja sastava. Nekoliko skladbi, kao što je "Vavoom: Ted the Mechanic", ima manjih dijelova osobina na klavijaturama, dok se većina centrira uglavnom oko gitare. Još jedna novost na materijalu, vezana uz gitaru je tehnika sviranja 'Pinch harmonic', koja se vrlo značajno koristiti u skladbama "Vavoom: Ted the Mechanic" i "Somebody Stole My Guitar".
Skladbe "Sometimes I Feel Like Screaming" i "Vavoom: Ted the Mechanic", postaju glavne osobine na Puplovim uživo izvedbama u novije vrijeme.

## Popis pjesama
Sve pjesme napisali su Ian Gillan, Steve Morse, Roger Glover, Jon Lord i Ian Paice.
1. "Vavoom: Ted the Mechanic"  – 4:16
2. "Loosen My Strings" – 5:57
3. "Soon Forgotten"  – 4:47
4. "Sometimes I Feel Like Screaming"  – 7:29
5. "Cascades: I'm Not Your Lover"  – 4:43
6. "The Aviator"  – 5:20
7. "Rosa's Cantina"  – 5:10
8. "A Castle Full of Rascals"  – 5:11
9. "A Touch Away"  – 4:36
10. "Hey Cisco"  – 5:53
11. "Somebody Stole My Guitar"  – 4:09
12. "The Purpendicular Waltz"  – 4:45

### Bonus pjesme (Japansko i SAD izdanje)
1. "Don't Hold Your Breath" - 4:39

## Izvođači
- Ian Gillan - vokal, usna harmonika
- Steve Morse - gitara
- Roger Glover - bas-gitara
- Jon Lord - orgulje, klavijature
- Ian Paice - bubnjevi

## Vanjske poveznice
- Discogs.com - Deep Purple - Purpendicular